# Polymerus palustris
Polymerus palustris is een wants uit de familie van de blindwantsen (Miridae). De soort werd het eerst wetenschappelijk beschreven door Odo Reuter in 1907.

## Uiterlijk
De grotendeels zwarte blindwants heeft, als volwassen dier, altijd volledige vleugels en kan 5 tot 6 mm lang worden. Het lichaam is zwart en is bedekt met een aantal witgele vlekken en goudglanzende schubachtige haartjes. De vlekken bevinden zich bij de achterrand van het halsschild, vooraan bij de zijkant van de voorvleugels en op de punt en voorrand van het rode uiteinde van het verharde deel van de voorvleugels (cuneus). Ook het zwarte scutellum heeft een witgele punt en achter de ogen, op de zwarte kop, bevindt zich ook een lichte vlek. Het bruine doorzichtige deel van de vleugels heeft geelachtig witte aders. Van de pootjes zijn de dijen donker en de schenen geel. De eerste twee antennesegmenten zijn geel tot roodbruin, het tweede segment heeft een donker uiteinde. De laatste twee segmenten zijn volledig donker gekleurd.

## Leefwijze
De soort kent een enkele generatie per jaar en overwintert als eitje. De volwassen wantsen kunnen van mei tot september aangetroffen worden in vochtige gebieden zoals rietlanden en langs vennen, beken en sloten op walstrosoorten, voornamelijk op moeraswalstro (Galium palustre)

## Leefgebied
In Nederland is de soort algemeen, verder komt de wants voor in Europa tot aan Siberië en het Verre Oosten in Azië